# Didangia mactanensis
Espèce
Didangia mactanensis est une espèce de vers plats de la famille des Didangiidae.

## Systématique
Le nom valide complet (avec auteur) de ce taxon est Didangia mactanensis Faubel, 1983.

## Répartition
Cette espèce est endémique des Philippines, elle a été découverte dans la zone corallienne à Maribago sur l'île de Mactan près de Cebu.